# Châbons
Châbons település Franciaországban, Isère megyében. Lakosainak száma 2152 fő (2022. január 1.). Châbons Bizonnes, Blandin, Burcin, Le Grand-Lemps, Longechenal, Montrevel és Val-de-Virieu községekkel határos.

## Népesség
A település népességének változása:
| Lakosok száma | 1178 | 1282 | 1371 | 1701 | 2046 | 2098 | 2075 | 2119 | 2157 | 2152 |
|               | 1968 | 1982 | 1990 | 2006 | 2013 | 2015 | 2017 | 2019 | 2020 | 2022 |